# パンパカパンやさん
『パンパカパンやさん』は、2008年7月3日にスターフィッシュ・エスディから発売されたニンテンドーDS用ソフト。

## キャラクター
ルー

ドゥドゥ

ジョニー

白井さん

アーンアン

スコーン

メロットロ

グルベー

ニャン

チョッココ

ゼンメッハ